# Liste der britischen Botschafter beim Heiligen Stuhl
Die Botschaft befindet sich in der Via Venti Settembre 80/a in Rom.

## Geschichte
1518 wurde Thomas Wolsey päpstlicher Legat. Aufgrund der Suprematsakte von 1534 bestanden für 300 Jahre keine Beziehungen zwischen dem Heiligen Stuhl und dem englischen bzw. britischen Monarchen.

## Missionschefs

### Englische Gesandte
| Ernannt / Akkreditiert | Name            | Anmerkungen                                 | englischer König | Papst        | Posten verlassen |
| ---------------------- | --------------- | ------------------------------------------- | ---------------- | ------------ | ---------------- |
| 1525                   | Gregorio Casali | (* 1496 in Bologna; † November 1536 ebenda) | Heinrich VIII.   | Clemens VII. | 1533             |
| 1529                   | Richard Croke   |                                             | Heinrich VIII.   | Clemens VII. | 1530             |

### Britische Botschafter
| Ernannt / Akkreditiert | Name                                            | Anmerkungen                                                                                     | britischer Premierminister                       | Papst             | Posten verlassen |
| ---------------------- | ----------------------------------------------- | ----------------------------------------------------------------------------------------------- | ------------------------------------------------ | ----------------- | ---------------- |
| 1832                   | Thomas Aubin                                    | [ 3 ]                                                                                           | Charles Grey, 2. Earl Grey                       | Gregor XVI.       | 1844             |
| 1844                   | William Petre                                   |                                                                                                 | Robert Peel                                      | Gregor XVI.       | 1853             |
| 1853                   | Richard Lyons, 1. Viscount Lyons                |                                                                                                 | Edward Geoffrey Smith Stanley, 14. Earl of Derby | Pius IX.          | 1858             |
| 1858                   | Odo Russell, 1. Baron Ampthill                  |                                                                                                 | Edward Geoffrey Smith Stanley, 14. Earl of Derby | Pius IX.          | 1870             |
| 1870                   | Henry Clarke Jervoise                           | (* 1856; † 1902);                                                                               | Benjamin Disraeli                                | Pius IX.          | 1874             |
| 1874                   |                                                 | Posten abgeschafft Römische Frage                                                               | Benjamin Disraeli                                | Pius IX.          |                  |
| 1889                   | John Lintorn Arabin Simmons                     | Außerordentlicher Gesandter                                                                     | William Ewart Gladstone                          | Leo XIII.         | 1889             |
| 1914                   | Henry Howard                                    |                                                                                                 | Herbert Henry Asquith                            | Benedikt XV.      | 1916             |
| 1916                   | John Francis Charles, 7th Count de Salis-Soglio |                                                                                                 | David Lloyd George                               | Benedikt XV.      | 1922             |
| 1923                   | Odo Russell                                     |                                                                                                 | Stanley Baldwin                                  | Pius XI.          | 1928             |
| 1928                   | Henry Getty Chilton                             |                                                                                                 | Ramsay MacDonald                                 | Pius XI.          | 1930             |
| 1930                   | Sir George Ogilvie-Forbes                       | Geschäftsträger (* 1891; † 1954), Army captain and foreign diplomat.                            | Ramsay MacDonald                                 | Pius XI.          | 1932             |
| 1932                   | Ivone Kirkpatrick                               | Geschäftsträger                                                                                 | Ramsay MacDonald                                 | Pius XI.          | 1933             |
| 1933                   | Robert Henry Clive                              |                                                                                                 | Ramsay MacDonald                                 | Pius XI.          | 1934             |
| 1934                   | Charles Wingfield                               |                                                                                                 | Ramsay MacDonald                                 | Pius XI.          | 1935             |
| 1936                   | Francis Osborne, 12. Duke of Leeds              |                                                                                                 | Stanley Baldwin                                  | Pius XI.          | 1947             |
| 1947                   | Victor Perowne                                  |                                                                                                 | Winston Churchill                                | Pius XII.         | 1950             |
| 1950                   | John Sebastian Somers Cocks                     | Geschäftsträger (* 6. Februar 1907) Sohn von Gwenllian Blanche und Philip Alphonso Somers Cocks | Winston Churchill                                | Pius XII.         | 1951             |
| 1951                   | Walter Roberts                                  |                                                                                                 | Winston Churchill                                | Pius XII.         | 1953             |
| 1954                   | Douglas Howard                                  |                                                                                                 | Winston Churchill                                | Pius XII.         | 1957             |
| 1957                   | Marcus Cheke                                    |                                                                                                 | Harold Macmillan                                 | Pius XII.         | 1960             |
| 1960                   | Peter Scarlett                                  |                                                                                                 | Harold Macmillan                                 | Johannes XXIII.   | 1965             |
| 1965                   | Michael S. Williams                             |                                                                                                 | Harold Wilson                                    | Johannes XXIII.   | 1970             |
| 1970                   | Desmond Crawley                                 |                                                                                                 | Edward Heath                                     | Paul VI.          | 1975             |
| 1975                   | Dugald Malcolm                                  |                                                                                                 | Harold Wilson                                    | Paul VI.          | 1977             |
| 1977                   | Michael Angelo Cafferty                         | Geschäftsträger (* 1927; † 10. Mai 2010)                                                        | James Callaghan                                  | Paul VI.          | 1978             |
| 1978                   | Geoffrey Allan Crossley                         |                                                                                                 | James Callaghan                                  | Johannes Paul II. | 1980             |
| 1980                   | Mark Evelyn Heath                               |                                                                                                 | Margaret Thatcher                                | Johannes Paul II. | 1985             |
| 1985                   | David Neil Lane                                 |                                                                                                 | Margaret Thatcher                                | Johannes Paul II. | 1988             |
| 1988                   | John Broadley                                   |                                                                                                 | Margaret Thatcher                                | Johannes Paul II. | 1991             |
| 1991                   | Andrew Palmer                                   |                                                                                                 | John Major                                       | Johannes Paul II. | 1995             |
| 1995                   | Maureen MacGlashan                              |                                                                                                 | John Major                                       | Johannes Paul II. | 1997             |
| 1998                   | Mark Pellew                                     |                                                                                                 | Tony Blair                                       | 2002              |                  |
| 2002                   | Kathryn Colvin                                  |                                                                                                 | Tony Blair                                       | 2005              |                  |
| 2005                   | Francis Campbell                                |                                                                                                 | Tony Blair                                       | Benedikt XVI.     | 2011             |
| 2011                   | George Edgar                                    | Geschäftsträger                                                                                 | David Cameron                                    | Benedikt XVI.     | 2011             |
| 2011                   | Nigel Baker                                     |                                                                                                 | David Cameron                                    | Benedikt XVI.     |                  |